# Ravjaa
Ravjaa — вимерлий рід желестидних ссавців, що жили в епоху пізньої крейди. Новий екземпляр представлений добре збереженим частковим правим зубним рядком з дистальною частиною кінцевого премоляра та 1–3 молярів.

## Розповсюдження
Ravjaa ishiii відомий із формації Bayan Shireh у Монголії.